# Жэ (буква персидского алфавита)
Жэ (ژ), четырнадцатая буква персидского алфавита, обозначает звонкий фрикативный постальвеолярный согласный звук Ж. Используется в письменностях многих языков Центральной Азии. В скорописи вместо трёх точек может ставиться знак, подобный знаку циркумфлекс.
Буква  происходит от арабской буквы «зайн», ز.

## Слова на букву жэ
Слов, начинающихся на эту букву, в персидском словаре очень мало, приблизительно 0,2 % от общего количества, причём большинство из них — заимствования из других языков. Примеры:
- Жапон (перс. ژاپن‎) — Япония
- Жанг — название религиозной книги манихеев Арджанг.
- Жулидэ — мужское имя.